# Cư Bông
Cư Bông là một xã thuộc huyện Ea Kar, tỉnh Đắk Lắk, Việt Nam.

## Địa lý
Xã Cư Bông có vị trí địa lý:
- Phía đông giáp huyện M'Drắk
- Phía tây giáp xã Ea Ô
- Phía nam giáp huyện Krông Bông
- Phía bắc giáp xã Cư Yang.

Xã Cư Bông có diện tích 88,85 km², dân số năm 2019 là 6.850 người, mật độ dân số đạt 77 người/km².

## Hành chính
Xã Cư Bông được chia thành 8 thôn: 16, 17, 18, 19, 20, 21, 22, 23, Ea Bớt và 3 buôn: Ea Bô, Ea Gal, Trưng.

## Lịch sử
Ngày 31 tháng 12 năm 2002, Chính phủ ban hành Nghị định số 113/2002/NĐ-CP về việc thành lập xã Cư Bông trên cơ sở 8.885 ha diện tích tự nhiên và 4.064 nhân khẩu của xã Cư Jiang.